# شهر دسپرادو
شهر دسپرادو (انگلیسی: Desperado City) یک فیلم به کارگردانی وادیم گلونا است که در سال ۱۹۸۱ منتشر شد. از بازیگران آن می‌توان به دومنیکا نیهف اشاره کرد. این فیلم برنده دوربین طلایی از جشنواره فیلم کن شده است.